# Norman Jeschke

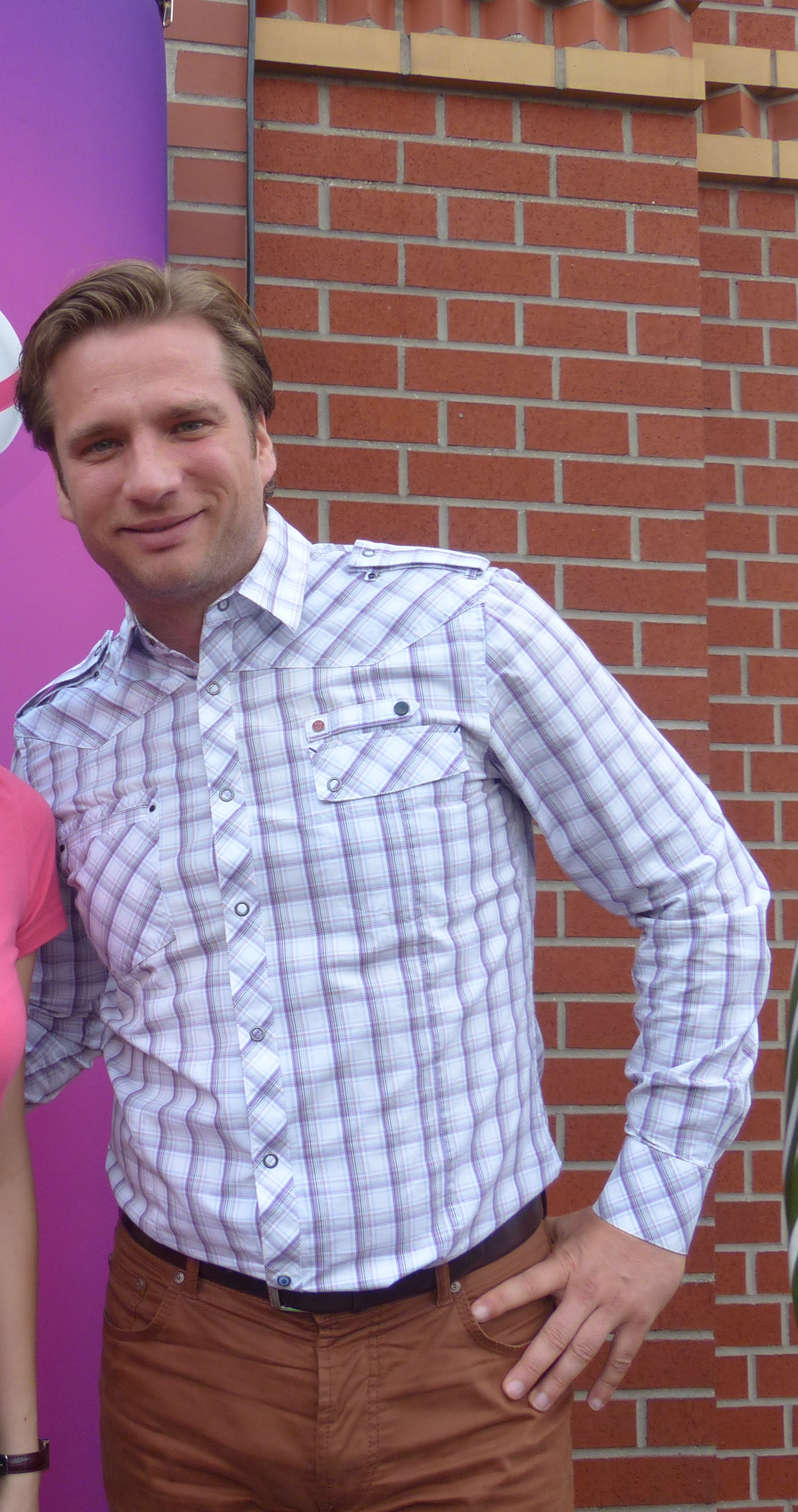
Norman Jeschke, 2014

Norman Jeschke (* 2. März 1979 in Ost-Berlin) ist ein ehemaliger deutscher Eiskunstläufer.

## Karriere
Jeschke begann das Eiskunstlaufen als Einzelläufer, wurde jedoch später Paarläufer. Er startete für den SC Berlin. Sein Trainer war Knut Schubert. Seine erste Eiskunstlaufpartnerin war Mariana Kautz. Mit ihr nahm er 2002 an den Olympischen Winterspielen teil. Nach den Weltmeisterschaften 2002 trennte sich das Paar, und Kautz beendete kurz darauf ihre Eiskunstlaufkarriere.
Im Mai 2002 fand Jeschke eine neue Partnerin in der Dänin Mikkeline Kierkgaard. Auch dieses Paar wurde von Knut Schubert in Berlin trainiert. Sie wurden 2004 Dritte der Deutschen Meisterschaften. Wegen einer den Länderwechsel betreffenden ISU-Regel konnten sie 2004 nicht an internationalen Meisterschaften teilnehmen. In der Saison 2005 fielen sie wegen Krankheiten und Verletzungen aus. Das Paar arbeitete weiter zusammen in Berlin und bereitete sich dort auf die nächste Saison und die mögliche Olympiateilnahme vor. Noch im Sommer 2005 absolvierte das Paar ein Trainingslager im kanadischen Vancouver. Wegen wiederholter Verletzungen von Kierkgaard beendete das Paar seine Eiskunstlaufkarriere im November 2005, ohne bei Europa- oder Weltmeisterschaften an den Start gegangen zu sein. Bis November 2005 war Jeschke bei der Sportfördergruppe der Bundeswehr.
Im Februar 2006 hatte Jeschke ein Probetraining mit Annette Dytrt. Seit Mai 2006 trainierten beide als Paar in Vancouver bei Bruno Marcotte. Sie erklärten im September 2006 ihren Rücktritt vom Amateursport, ohne einen Wettkampf bestritten zu haben. Anlass war eine von der ISU angedrohte Wettkampfsperre, sollte das Paar in der Pro7-Show Stars auf Eis,  für die sie sich bereits vertraglich verpflichtet hatten, oder anderen Fernsehshows mit Proficharakter auftreten. Jeschkes Partnerin bei der im Herbst 2006 ausgestrahlten Show war Magdalena Brzeska, in der zweiten Staffel 2007 lief er mit Christina Surer.

## Privatleben
1995 wirkte Jeschke in Katarina Witts Kinofilm Die Eisprinzessin mit. 2008 verkörperte er sich selbst in der RTL-Soap Alles was zählt, wo er mit der Hauptdarstellerin Tanja Szewczenko Seite an Seite lief, die er später heiratete. 2011 kam eine gemeinsame Tochter zur Welt, 2021 folgten Zwillingssöhne.

## Erfolge/Ergebnisse (Paarlauf)
wenn nicht anders angegeben mit Mariana Kautz

### Olympische Spiele
- 2002 – 14. Rang – Salt Lake City

### Weltmeisterschaften
- 1999: 16. Rang – Helsinki
- 2000: 11. Rang – Nizza
- 2001: 16. Rang – Vancouver
- 2002: 14. Rang – Nagano
- 2003: nicht teilgenommen
- 2004: wegen Länderwechsels von Mikkeline Kierkgaard keine Startberechtigung

### Europameisterschaften
- 1999: 13. Rang – Prag
- 2000: 9. Rang – Wien
- 2001: 9. Rang – Bratislava
- 2002: 8. Rang – Lausanne
- 2003: nicht teilgenommen
- 2004: wegen Länderwechsels von Mikkeline Kierkgaard keine Startberechtigung

### Deutsche Meisterschaften
- 1999: 3. Rang
- 2000: 2. Rang
- 2001: nicht teilgenommen
- 2002: 2. Rang
- 2003: nicht teilgenommen
- 2004: 3. Rang (mit Mikkeline Kierkgaard)

### Grand-Prix-Wettbewerbe
- 1998: 6. Rang – Sparkassen Cup, Gelsenkirchen
- 1999: 10. Rang – Sparkassen Cup, Gelsenkirchen
- 2000: nach Kurzprogramm (8. Rang) aufgegeben – Skate America, Colorado Springs
- 2001: 10. Rang – Cup of Russia, Sankt Petersburg

### Andere Wettbewerbe
- 2003: 6. Rang – Nebelhorn Trophy, Oberstdorf (mit Mikkeline Kierkgaard)
- 2006: zurückgezogen – Nebelhorn Trophy, Oberstdorf (mit Annette Dytrt)

## Erfolge/Ergebnisse (Einzellauf)

### Deutsche Meisterschaften
- 1994: 15. Rang
- 1995: 9. Rang